# 牛車

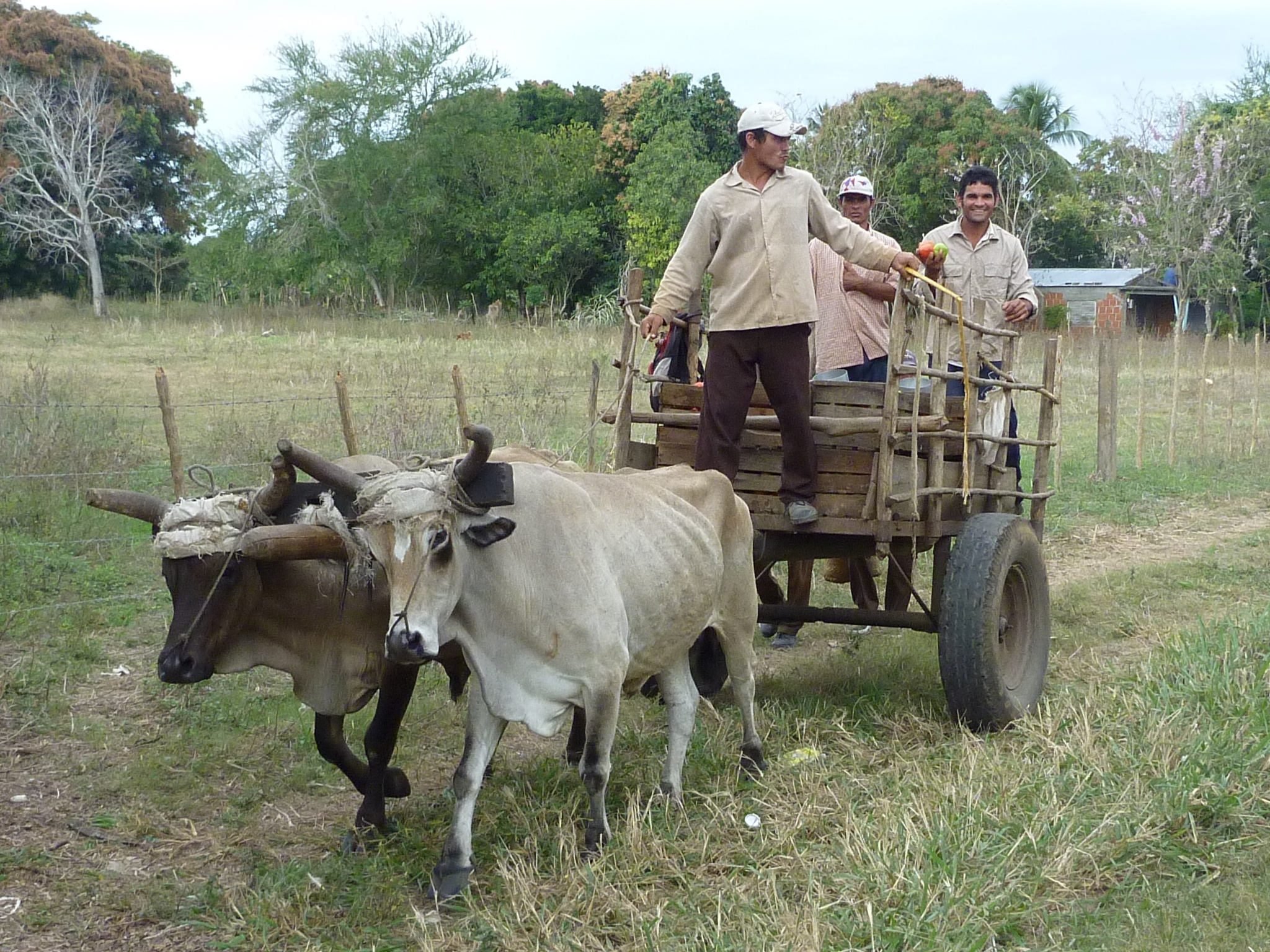
キューバにおける牛車

牛車（ぎっしゃ、ぎゅうしゃ、うしぐるま）は、ウシやスイギュウに牽引させる車のことで交通手段のひとつ。主に荷物を運搬する荷車タイプのものと、人を運搬する乗り物タイプのものがある。かつては世界各地で用いられており、発展途上国では今でもごく普通に見ることが出来る。2005年にはコスタリカの牛飼いと牛車の伝統がユネスコの無形文化遺産に登録されている。

## 日本の牛車

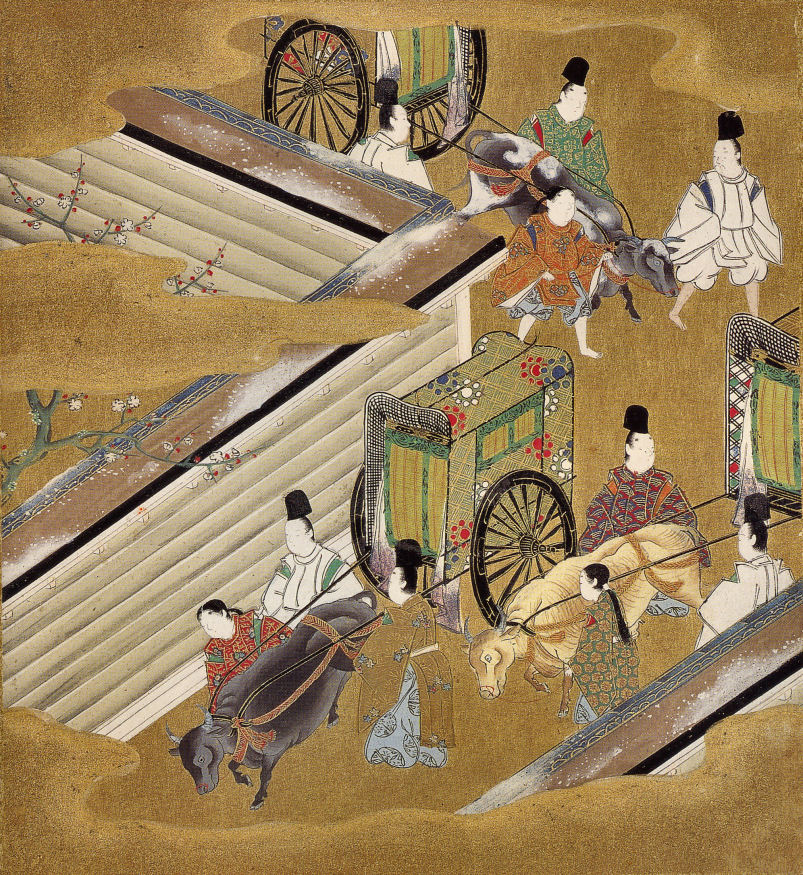
土佐光起『源氏物語絵巻』四十二帖「匂宮」、バーク・コレクション

牛車は馬車とともに中国から伝わったと推定されている。牛車は大きく分けて乗用と荷車用の2つの要素があり、前者を「ぎっしゃ」「ぎゅうしゃ」、後者を「うしぐるま」と読んだ。牛車は速度が遅い反面、大量の物資を運ぶのに向いていたため荷車として活用されて『石山寺縁起絵巻』や『方丈記』などにも登場する。運ぶ物資や速達性によって牛車と馬車の使い分けがされていたと推定され、中世に入るとそれぞれ車借・馬借と呼ばれる運送業者が成立することになるが、近世になると馬車はまったく廃れ、幕末に万延元年遣米使節団に参加した福澤諭吉がアメリカで馬車を見てその存在を知ったというように、車を牽引する輓獣といえば牛が明治時代より前までの常識だった。

### 乗用

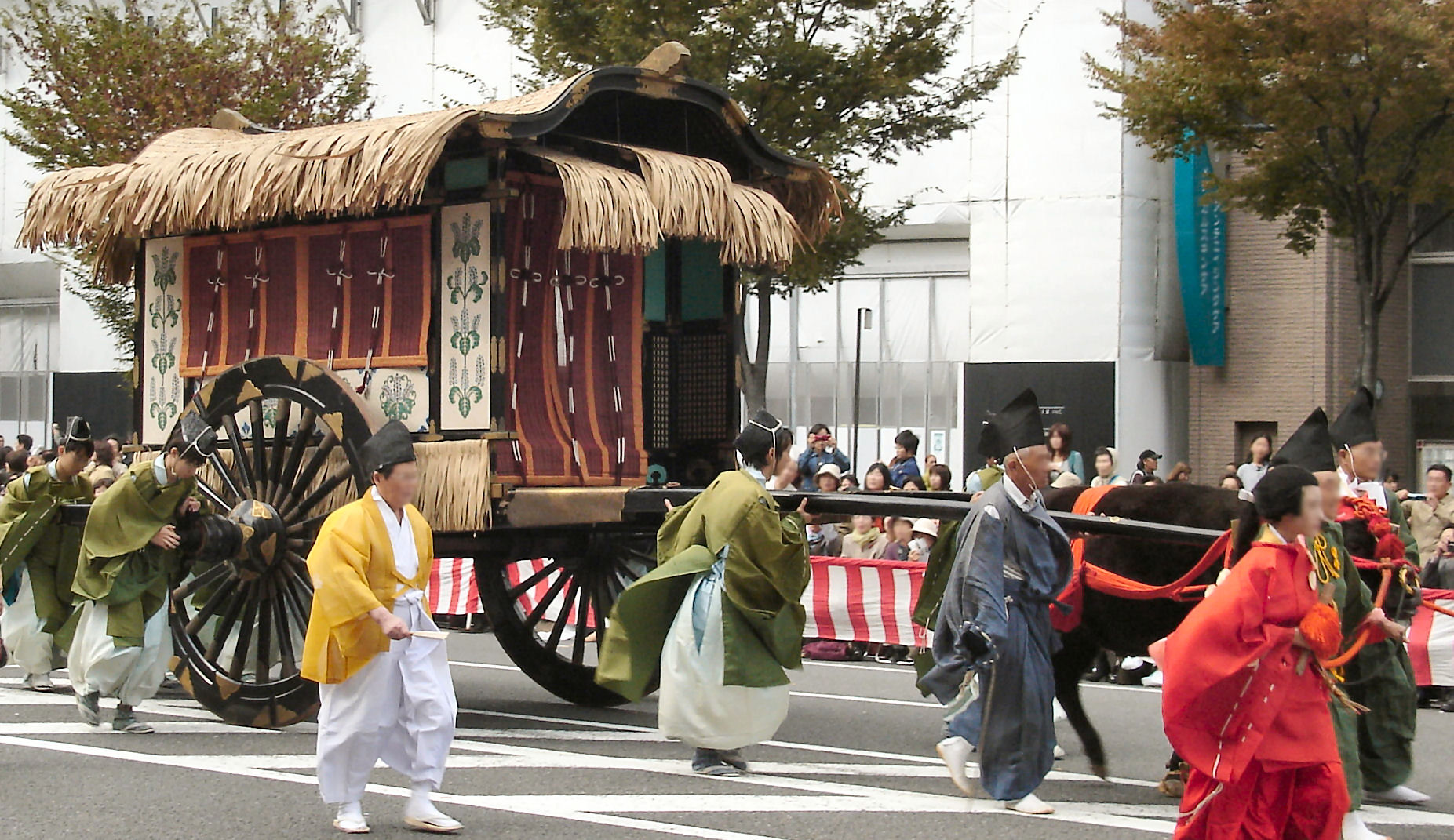
時代祭の牛車

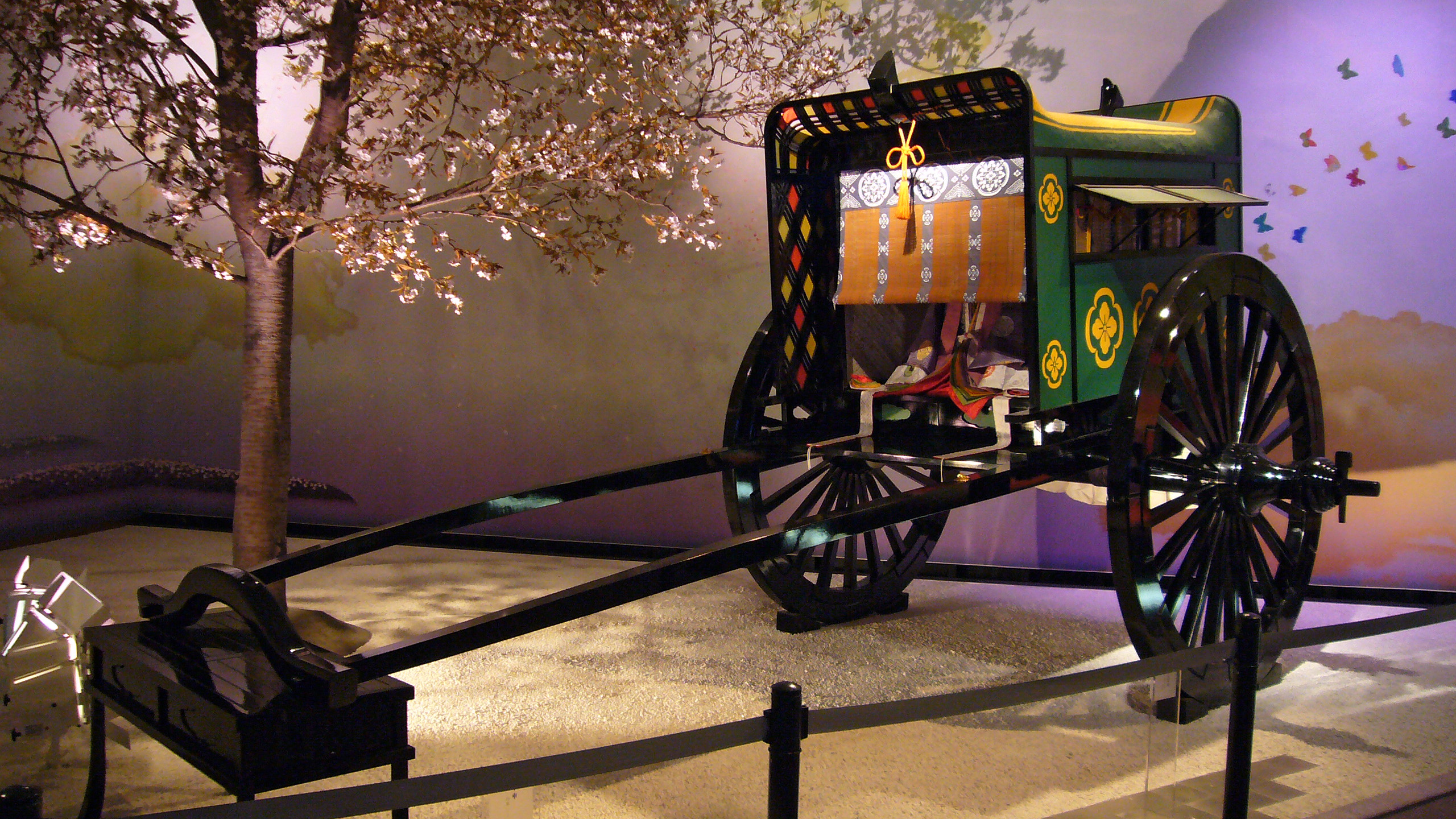
復元された平安の『半蔀車』
宇治市源氏物語ミュージアム

「平治物語絵巻」の『八葉車』

中国では196年に後漢の献帝が長安から洛陽へ脱出する途中、車を破損した献帝が農民の牛車に乗って洛陽に辿り着いたという故事から、貴人がウシに乗るようになったという伝承がある。中国の律令制を取り入れた日本でもこの影響を受けたと言われている。他方、太平洋諸島地域に伝わっているヒンドゥー教にもまた、牛車や神輿の文化がある。
日本の平安時代では貴族の一般的な乗り物であったが、平安時代以前では「天皇の乗り物」と定められていた（平安期以降も鳳輦・葱華輦は天皇にのみ乗車が許された）。移動のための機能性よりも使用者の権威を示すことが優先され、重厚な造りや華やかな装飾性が求められた。そのため、金銀の装飾を施すなど華麗という以上に奢侈に流れる弊害が出たことから、894年（寛平6年）には一時乗車が禁止されたこともある。
武家が政権を取った鎌倉・室町時代には、牛車に乗る権利を持つ従五位以上の官位を持つ武家衆も多く現れたが、実際に牛車を使ったのは将軍家のみである。応仁の乱以後には貴族のあいだでも牛車は廃れて消滅してしまうが、1588年（天正16年）に豊臣秀吉が聚楽第行幸に際して牛車を新調した。秀吉の牛車は御所車と呼ばれるもので、古法に則った牛車よりも巨大な物だったと考えられる。
現代の日本では観光用や祭礼用などを除いてほとんど見かけられなくなっているが、日本の道路交通法では軽車両の扱いである（詳細は軽車両を参照）。
使用方法
「延喜内匠式」には屋形の長さ8尺、高さ3尺4寸、広さ3尺2寸という。通常4人乗りで、あるいは2人乗り、あるいは6人乗る。乗降は、後方から乗り、降りるときはまずウシをはずし軛のための榻を人のための踏台として前から降りる。なお、源義仲が上洛して牛車に乗った際に、これを知らずに後から降りて笑いものになったことがある（『平家物語』「猫間」）。
男性が乗るときは簾を上げ、女性のときは下げる。乗って宮城門を出入りする者は、妃以下大臣嫡妻以上は宮門外を限り、四位以下および内侍は上東門から出入りする。999年（長保元年）、六位以下の乗車の禁止、陽明門外の車の立様の規定などさまざまな規定がある。
牛車は主に洛中での移動に用いられ、洛外など遠出の際には輿が用いられた。
牛車のウシを引く牛飼童（うしかいわらわ）や牛車の両側につく車副（くるまぞい）と呼ばれる者達がつき従って使用された。
各部の名称

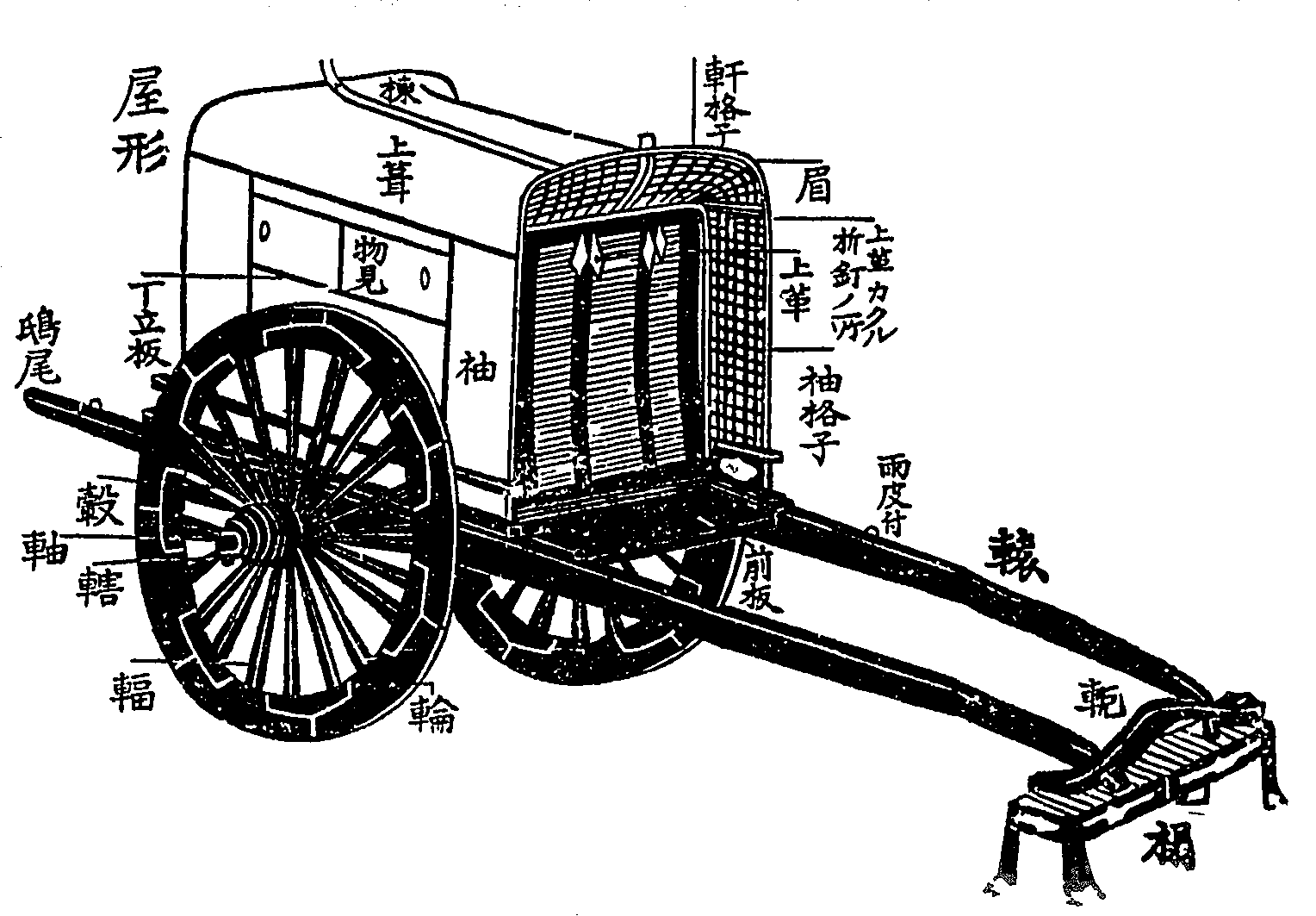
牛車
宮殿調度図解 (1905年)

各部の名称は、ヒトが乗るところは屋形（やかた）、車箱、箱、坐るところは床（とこ）。
屋形の上を前後に通る木は棟、前後の外に出る部分を眉、眉の両側に突き出る部分を袖、眉袖の裏の格子になっているところを眉格子、袖格子、屋形の前上部中央につく総角の緒を棟融。
前後の口の左右にある板を榜立（ぼうだて）、その前の板を踏板、箱の左右の窓を物見（ものみ）、その下の板を下立板、箱の前後、物見の上に差し出るところを庇。
前後の口の下に張る低い仕切の板を軾（とじきみ）、高欄、前方に長く出る2本の木を轅（ながえ）、その車の後ろに出る部分を鴟尾（とびのお）、轅の端のウシの頭を扼するところを軛（くびき）、その下に置く台を榻（しじ）。
車輪の心棒を軸（よこがみ）、その端の鉄を轄（くさび）、箱と車とをつなぐ索をとこしばり（※「膊」の偏が「革」である漢字）、車輪の輻（や）の集まるところを轂（こしき）、筒（とう）、轂の口の鉄を釭（かりも）、「かも」という。
前後に簾があり、それぞれ前簾、後簾といい、内側の帳を下簾（したすだれ）という。
種類
- 唐廂（庇）車

太上天皇・摂政・関白などがハレの舞台で使う。屋根が唐破風のような形状になっていることから、この名称で呼ばれた。「唐車」とも呼ぶ。最高級の牛車。大型で「桟」という梯子で乗り降りした。上葺、庇、腰総などは檳榔の葉で作り、「蘇芳簾」という赤い簾をかける。横の画像はこの車。物見は落入で、外は御簾形、内は綾を押して絵を画き、縁を錦とし、御簾は編糸の紫七緒で、縁錦、裏綾の紫、下簾は蘇芳の浮線綾にいろいろの糸で唐花、唐鳥を縫う。車箱は大きく高く、車の前の簾の左右にも方立の板を作り、ふつうの車は榻で、この車は桟で、乗降する。
- 雨眉車

摂政・関白が直衣姿の折に使用する。上記の唐廂（庇）車の簡略版で、眉が唐破風のような形状になっている。簾は青く下簾の帳も青裾濃。
- 檳榔毛車

上皇以下・四位以上の上級貴族が乗用したが、入内する女房や高僧も用いた。「毛車」とも呼ぶ。檳榔を細かく裂いて屋根を葺いた車で、見物はない。蘇芳簾で下簾は赤裾濃。
- 檳榔廂（庇）車

上皇・親王・摂関・大臣の乗用である。上記の檳榔毛車に見物を設置したもので、前後眉下と見物の上に廂が付いている。
- 糸毛車

上葺（車箱の屋根部分）を色染めした糸で覆った車で、見物は設けていない。
- 青糸車

皇后・中宮・東宮の乗用車。
- 紫糸車

女御・更衣・尚侍・典侍の乗用車。
- 赤糸車

「賀茂祭り」の際に、女使が使用する。
- 網代車[6]

車箱の表面に、檜や竹などの薄板を張った車の総称である。袖や立板などに漆で絵文様を描いたものが多い。袖表や棟表を白く塗り、家文を付けた車は「袖白の車」・「上白の車」と呼び大臣の乗用であった。また、棟・袖・見物の上に文様を描いた車を「文の車」と呼んだ。
- 半蔀車[7]

物見窓に蔀を設けた車（写真参照）。上皇・摂関・大臣・大将が使用する。檜を網代に張った、網代車の一種である。
- 八葉車

網代車の一種で、大臣から公卿、地下と広く用いた車である。網代を萌黄色（黄緑）に塗り、九曜星（八葉/大きな円の周りに小さな円を八つ書いたもの）の文様を描いた車。文様の大小で区別し、「大八葉」や「小八葉」などと言った。右側の絵巻に描かれている車である。
- 轜車

貴人の葬送の際、棺を載せて運ぶ車。轜車（じしゃ）ともいう。大正天皇の大喪の礼の用いられた轜車は、京都から約70人の職人（大工、網代師、塗師、御簾師、表具師など）が東京に移動し、短期間で製作された。塗色は木部が黒漆で、金具は全て金かな具で装飾が施されていた。車輪はケヤキ、車軸にはカシが用いられ、車輪の回転とともに車軸から発する七色の哀音が出る仕掛けが施されていた。轜車を牽く牛は、広島県神石郡産のウシ（神石牛、比婆牛）が正・副2頭ずつが調達された。

### 荷車用

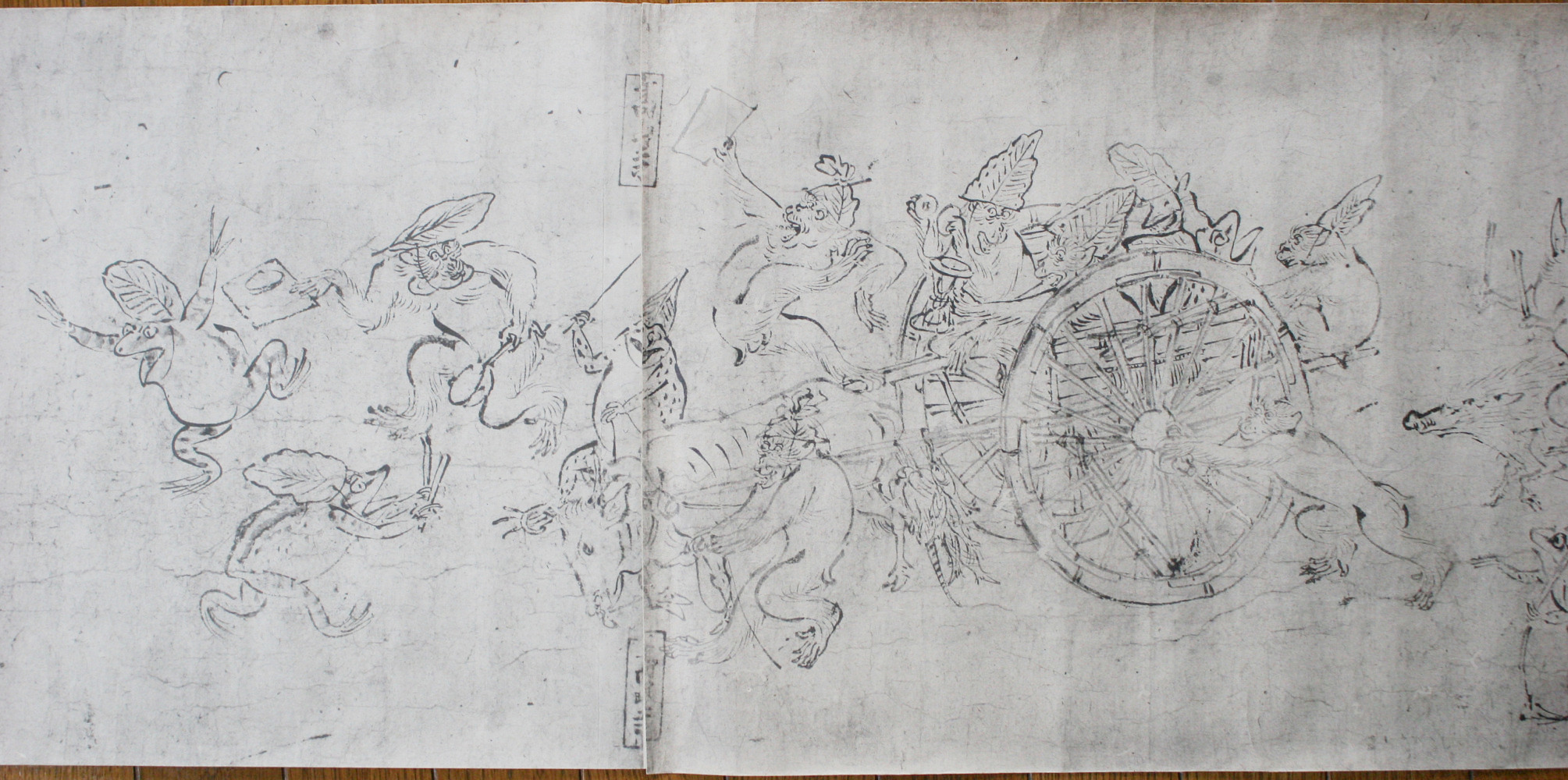
『鳥獣人物戯画』丙巻の牛車

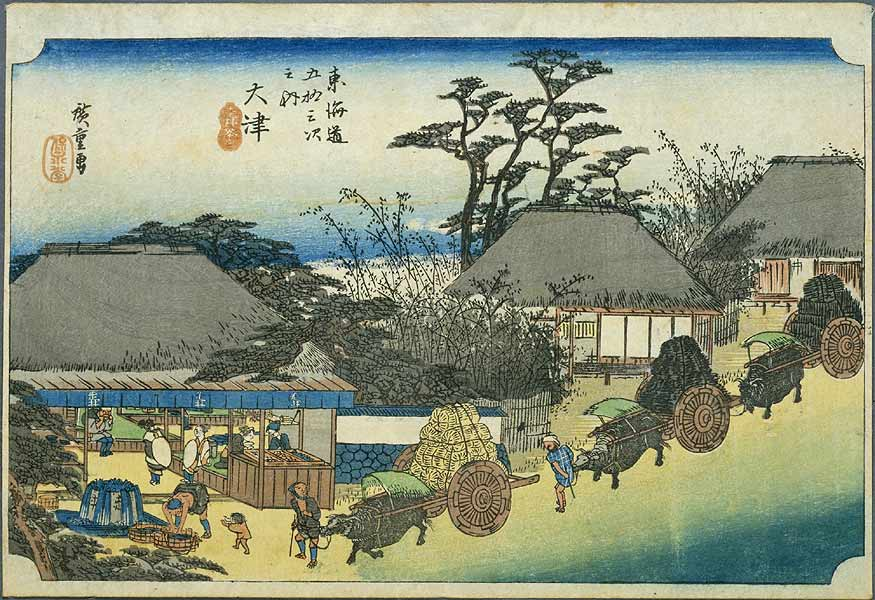
『東海道五十三次』「大津」の牛車

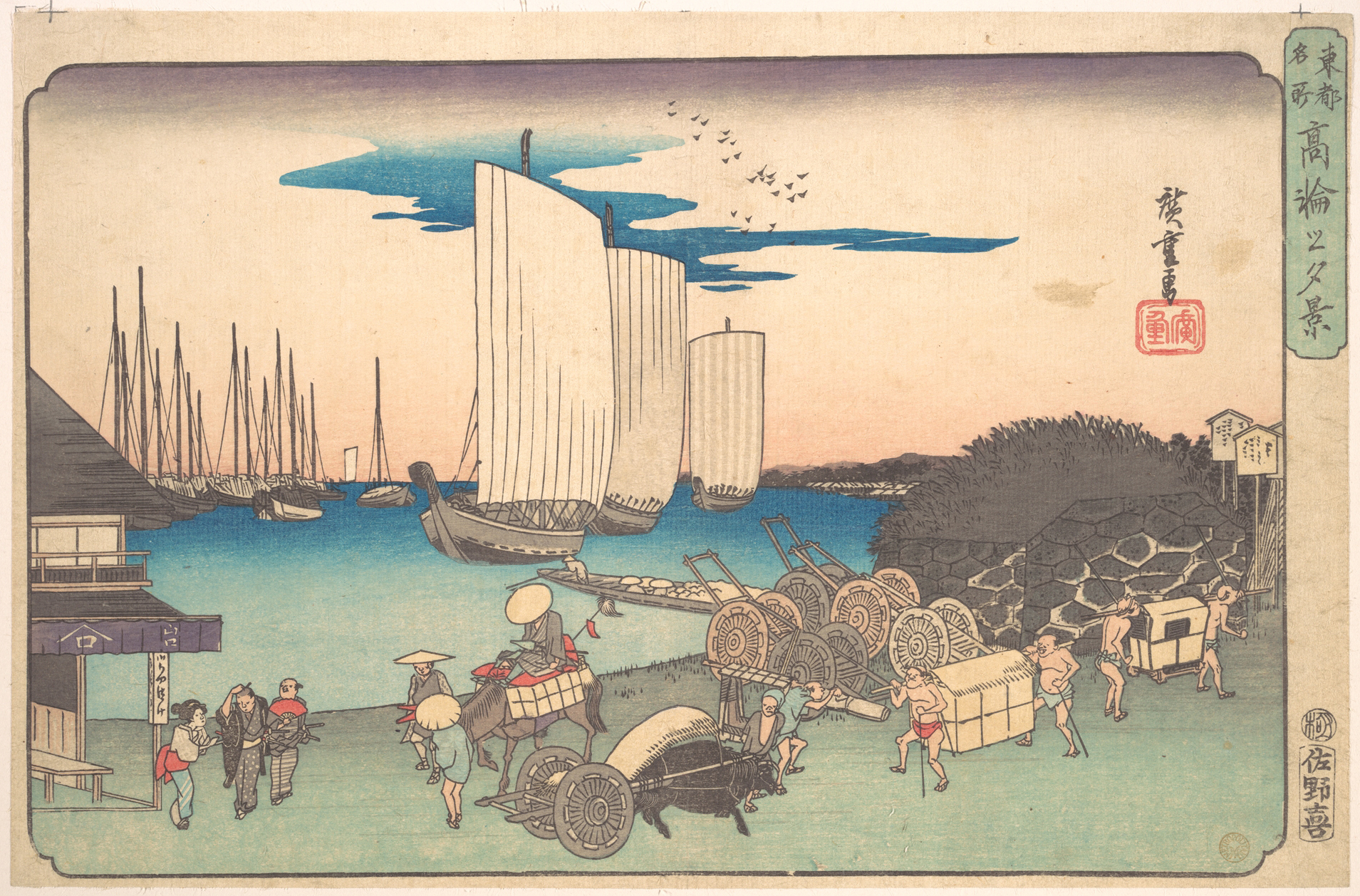
『東都名所』「高輪之夕景」の牛車

荷車としての牛車は、『鳥獣人物戯画』丙巻に描かれており、中世前期には京の物資輸送に従事していた。江戸時代に入ると京以外に江戸・駿府・仙台、そして幕末に函館で運用されたが、大八車を含めた車の使用は幕府・藩のインフラ整備にかかる負担増、交通事故の増加への懸念から終始抑制されていた。初期は天下普請に対する重量物輸送に活躍したが、中期以降は大規模な普請が下火になり、また大八車・舟運との競合により江戸時代を通じて、頭数・車数共に減少し続けた。
京の牛車は、京の外港である大津から京都の東海道（逢坂峠・日ノ岡峠超え）、伏見から京への竹田街道、下鳥羽から京への鳥羽街道で荷物輸送、特に大津からの米輸送に用いられ、江戸後期には車石という石で舗装された車道が整備された。
江戸の牛車は、寛永期の江戸普請に伴い京から招聘され、高輪に居住して、四日市（江戸橋広小路）・八丁堀牛置場を拠点とした。各拠点は河岸に隣接しており、陸揚げされた各種荷物を輸送した。
駿府の牛車は、宝永5年（1708年）の駿府城修復工事を契機とするが、実際はそれ以前の慶長期の徳川家康による駿府城築城時に京から招聘されている。清水湊と駿府間の荷物輸送に従事した。
仙台の牛車は、貞享4年（1687年）の日光東照宮普請に従事した仙台藩が江戸の牛車を雇用し、その後に一部を仙台に招聘したのが始まりとされる。米蔵間の年貢米輸送に従事した。
なお、大坂は水運が発達したため牛車が使用される余地は無かったが、大八車と同じベカ車が用いられた。
明治以降、江戸時代に比べて道路も整備され、大八車等と共に牛車の利用も地方に波及した。昭和30年以降にモータリゼーションが進み、地方にも自動車が普及すると、他の輓獣と同様に牛車も使われなくなった。

### 水牛車観光
沖縄県八重山郡竹富町の竹富島や由布島では、水牛車が観光に用いられている。竹富島の水牛車は4輪で、集落めぐりに使用されている。一方、由布島の水牛車は4輪もあるが2輪が主体で、遠浅の海を隔てた西表島との往来に使用されている。

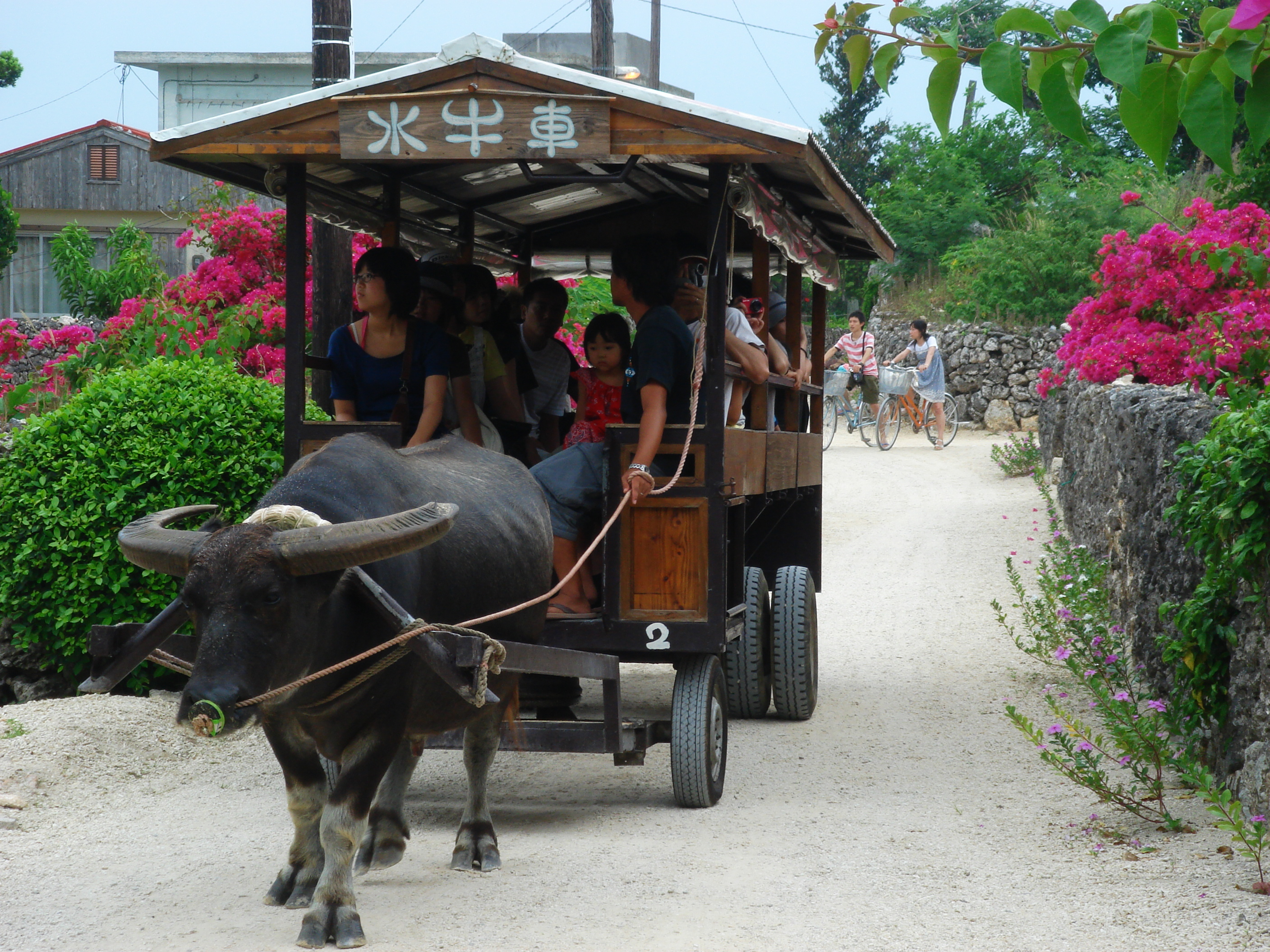
竹富島の水牛車
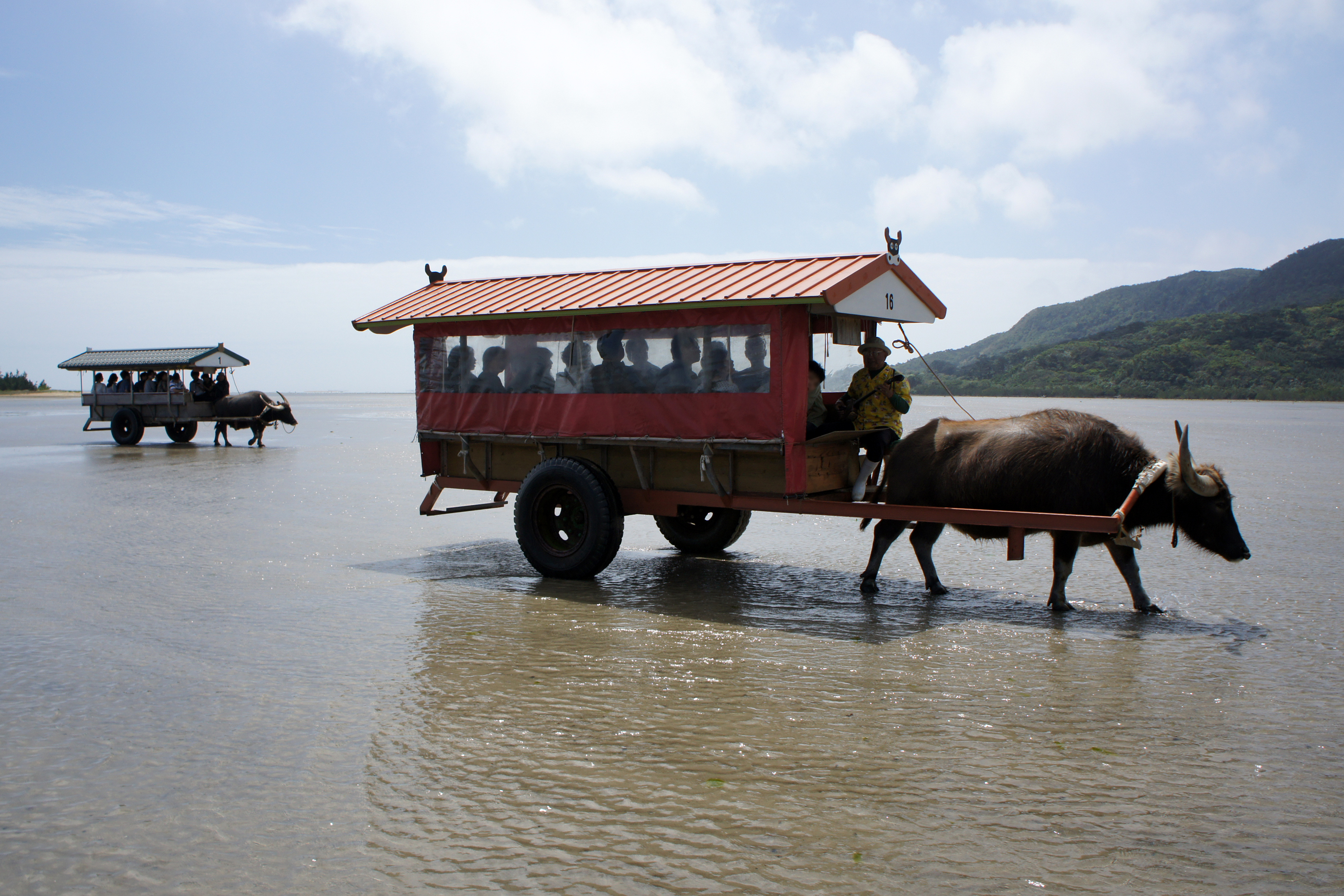
由布島の水牛車

## 他国の牛車
中国には子牛が曳く犢車、牛車がある。漢代では身分が低い者が乗る乗り物であったが、魏晋南北朝時代（2世紀末 - 6世紀末）になると位の高い人間も乗るようになった。
欧米の、特に開拓地域で用いられた幌馬車は牛が牽くことも少なくなかった。馬より歩みは遅いが、牽引力に優る点は整備されていない道を行く開拓者の旅には大きな利点だった。同じ力なら馬よりも反芻動物の牛は食餌コストが少ない点も開拓者向きであった。特に南アフリカ、オーストラリア、ニュージーランドなどで多く利用された（Ox-wagon、Bullock cart）。

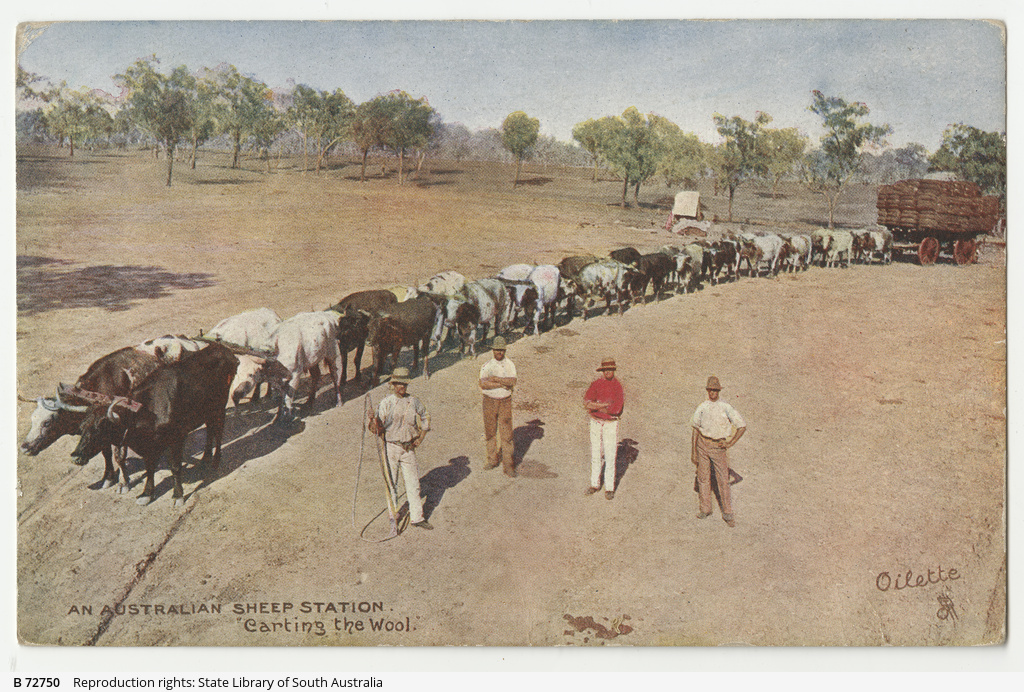
オーストラリアの大型牛車（Bullocky）
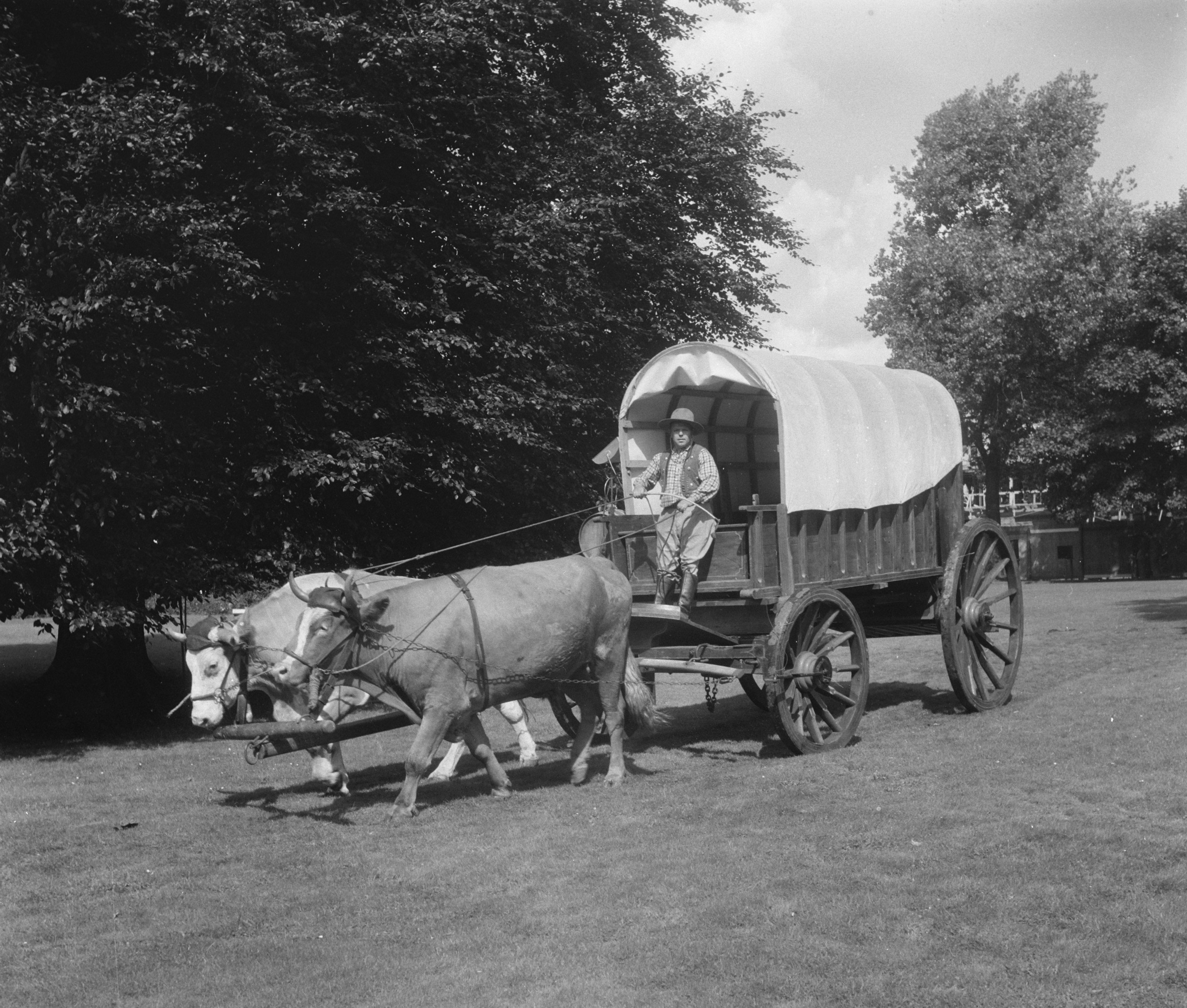
南アフリカでは車牽きはもっぱら牛だったという

## その他
- 牛車を詠んだ歌としては、『玉葉和歌集』夏407番に藤原定家の和歌が見られる。
- 徳川斉昭は幕末期に「安神車」と呼ばれる牛車の戦車を考案している（「水戸東照宮#文化財」参照）。
- 『ビドロ（牛車）』 - モデスト・ムソルグスキーの組曲『展覧会の絵』のうち4曲目。